# Мыльников, Андрей Андреевич
Андре́й Андре́евич Мы́льников (22 февраля 1919, Покровск — 16 мая 2012, Санкт-Петербург) — советский, российский художник-живописец, график, монументалист, педагог. Герой Социалистического Труда (1990). Народный художник СССР (1976). Лауреат Ленинской премии (1984), Сталинской премии третьей степени (1951), Государственной премии СССР (1977) и Государственной премии РСФСР (1979).
Один из ключевых представителей русской реалистической школы второй половины XX века. Его художественное наследие составляют монументальные росписи, панно, мозаики, эпические картины, портреты, натюрморты, пейзажи, скульптуры и графические произведения. Как педагог внёс большой вклад в развитие и совершенствование художественного образования и подготовил более пятисот учеников.

## Биография
Андрей Мыльников родился 22 февраля 1919 года в Покровске (ныне Энгельс Саратовской области).
Его отец Андрей Константинович Мыльников, инженер-строитель, начальник Тамбовских вагоностроительных мастерских, расстрелянный большевиками в 1918 году, так и не увидел сына. Мать Вера Николаевна Мыльникова (в девичестве Ухина), происходившая из состоятельной семьи поволжского купечества, была вынуждена растить сына одна. В 1930 году, потеряв работу, она уехала с сыном в Москву, а потом в Ленинград. С ранних лет проявлял тягу к творчеству и занимался в художественной студии, где ему удалось встретиться с К. С. Петровым-Водкиным.
В 1937 году поступил в Ленинградский институт живописи, скульптуры и архитектуры на архитектурный факультет, а позже перевёлся на факультет живописи. Его учителями были И. Э. Грабарь, В. М. Орешников, А. И. Савинов, Б. А. Фогель, В. А. Оболенский, А. С. Никольский и Н. М. Чернышев.
В годы войны вступил в Народное ополчение и участвовал в обороне блокадного Ленинграда. В феврале 1942 года в последней стадии дистрофии был эвакуирован в Самарканд.
После возвращения из эвакуации в 1944 году приступил к дипломной монументальной работе «Клятва балтийцев» (1946), которая посвящена судьбе героев-моряков, павших в годы войны. Тема героического реквиема была подсказана художнику самой жизнью. Работа была высоко оценена критиками и обществом, на её защите И. Э. Грабарь сравнил его дипломную работу с дипломной работой И. Е. Репина «Воскрешение дочери Иаира» (сам И. Э. Грабарь являлся учеником И. Е. Репина) . Окончил аспирантуру под руководством И. Э. Грабаря (1946—1948).
Вскоре после защиты диплома приступил к работе над картиной «На мирных полях» (1950). Это полотно стало эпическим гимном труду, свету и красоте цветущей земли. На смену трагедии пришла яркая и солнечная драматургия. В 1951 работа была удостоена Сталинской премии.
Пятидесятые и начало шестидесятых годов — период наиболее активной работы художника в области монументально-декоративной живописи. За это время им выполнено более десяти крупных проектов, среди которых наибольшее признание принесли ему: мозаичное панно «Изобилие» для станции ленинградского метрополитена «Владимирская» (1957) и жесткий занавес с изображением В. И. Ленина для Дворца съездов в Москве (1961) , который впоследствии стал наиболее известным и тиражируемым изображением Ленина во всём мире. При этом художник никогда не был членом партии.
Одновременно с созданием монументальных произведений активно работал в разнообразных живописных жанрах. Он пишет своих друзей и одновременно ярких представителей культуры своего времени. Среди них можно выделить «Портет П. Качальского» (1958), «Портрет скульптора С. Т. Коненкова» (1970), «Портрет М. Дудина» (1973) . Однако наибольшую известность ему принесли женские портреты близких ему людей. Как правило, это люди, к которым он относится с особой нежностью. Портреты матери Веры Николаевны, жены, известной балерины, Ариши Пестовой, дочери Веры и внучки Даши. Он пишет их многократно, находя в этих женщинах каждый раз неуловимое очарование. Среди большой галереи этих портретов можно выделить «Портрет матери художника» (1947); портреты жены: «Ариша» (1951), «За завтраком» (1958), «Белая ночь» (1963); портреты дочери различных годов: «Верочка» (1955), (1963), (1966); портрет внучки: «Даша. (Принцесса)» (1979) .
Художник уделял особое внимание женскому образу и создал целый цикл картин, где стремится раскрыть его поэтическую красоту. Среди них «Материнство» (1966), «Сестры» (1967), «Лето» (1969), «У озера» (1969), «Сон» (1969), «Утро» (1972). В этих работах пластическая цельность композиции достигается созданием особой символической среды, в которой плоскости и объёмы становятся равноправными участниками действия. Художник создает огромное количество полотен с обнаженной натурой, которая является для него скорее не выражением эротизма, а попыткой воспроизвести высший идеал духовной красоты. Сам автор пишет: «Я много писал обнаженную модель… Я продолжаю работать над этой темой. Мне хочется создать, нечто такое, что полнее выражало бы мои мысли и чувства. И чтобы это не была просто модель. Мне хочется шагнуть непосредственно от модели к чему-то такому, что с юношеских лет сохраняется в глубине души, как представление о прекрасном».
Пейзажи художника, написанные в разные годы, несут в себе не просто любование природой, а всё тот же поиск собственного выразительного языка. Для него важно найти в природе адекватный отклик на внутренние процессы, происходящие в его душе. Такие известные пейзажи как «Встреча в Петровском» (1970), «Весна» (1972), «Остров» (1975), «Весна» (1977), «Пейзаж» (1977), «Весенний вечер» (1980), «Гроза» (1980), «Деревья в снегу» (1984) и другие — это примеры неразрывного тонкого взаимодействия природы и художника. Картина «Тишина» (1987) — одно из самых лиричных произведений художника, в котором пейзаж и персонажи, лежащие у стога девушка и юноша, составляют единую мелодию, тихую песнь вечной красоте.
Знаковой картиной зрелого периода в творчестве художника является картина «Прощание» (1975). Сам художник так объясняет свою картину: «О чём она? О Родине, о матери, которая для меня неразделима с Родиной, о трудностях, которые выпали на долю, тяжкую долю моего народа в период Великой Отечественной войны. О неоплаченном долге перед нашими матерями, даровавшими нам жизнь, освятившими своей любовью».
Мыльников часто ездил в зарубежные страны. Неоднократно бывал в Италии и в Китае, знакомился с искусством Японии, Египта, Венгрии, Голландии, Франции, ГДР, Соединённых штатов Америки и других стран мира. Так, сильнейшее впечатление на художника произвели испанские мастера, которых он видел в Мадриде, Толедо и других городах. Старая и новая культура этой страны поразила его, и по возвращении на родину он исполнил триптих, посвященный Гарсиа Лорке. «Испанский триптих» (1979), включающий: «Распятие», «Корриду», «Смерть Гарсиа Лорки», считается вершиной творческого наследия автора. В этой работе, ставшей яркой вехой в истории отечественной живописи, с особой остротой и отчаянным темпераментом раскрываются вечные темы: жизни и смерти, предательства и любви, телесного страдания и духовного возрождения.
В поздний период своего творчества, не теряя интерес к излюбленным жанровым мотивам, художник не перестаёт находиться в глубоком духовном поиске и пишет несколько знаковых работ на религиозную тему, в которых его философские идеи раскрываются с особым драматизмом. В 1995 году он пишет «Распятие», где его волнует идея трагического искупления. С 1998 по 2000 год создал картину «Пьета», в которой сдержанная холодная гамма позволяет зрителю почувствовать глубину идеи о покаянии и всепрощении.
Произведения художника находятся в крупнейших собраниях России — Государственном Русском музее, Государственной Третьяковской галерее, Музее современного искусства в Москве, галерее З. К. Церетели, Музее академии художеств, Смоленской картинной галерее, Дрезденской картинной галерее, Музее Людвига в Кёльне, а также в музеях и частных собраниях Германии, Китая, Испании, Японии, Тайваня, США. Большая коллекция работ автора находится в Шанхайском музее живописи имени А. А. Мыльникова.
По свидетельству аукционного дома «MacDougall’s Russian Art», Мыльников является одним из наиболее востребованных на рынке российских художников, в связи с чем его работы часто являются предметом фальсификации.
В 1947—2012 годах преподавал Ленинградском институте живописи, скульптуры и архитектуры имени И. Е. Репина, профессор (1957). Руководитель мастерской монументальной живописи и заведующий кафедрой живописи и композиции в института (1953—2012). Руководитель творческой мастерской монументальной живописи АХ СССР/РАХ (1962—2012).
Академик АХ СССР (1966; член-корреспондент 1962). Вице-президент Российской академии художеств (1997—2012). Член Союза художников СССР. Народный депутат СССР от творческих союзов.
Умер 16 мая 2012 года в Санкт-Петербурге. Похоронен на Литераторских мостках Волковского кладбища.

### Семья
- Жена — Ария Георгиевна Пестова (1928—1999), солистка балета Мариинского театра. После окончания работы в театре преподавала в Академии русского балета имени А. Я. Вагановой.
- Дочь — Вера Андреевна Мыльникова (род. 1950), художник. Заслуженный художник России. Академик РАХ.
  - Внучка — Дарья Всеволодовна Мыльникова-Акцынова (1974—2021), художник.
  - Внук — Андрей Всеволодович Акцынов (род. 1987), журналист.
- Зять — Всеволод Аркадьевич Акцынов (род. 1947), советский российский живописец, график, педагог, заслуженный художник Российской Федерации, член-корреспондент Российской Академии художеств, профессор Санкт-Петербургского Государственного Академического института живописи, скульптуры и архитектуры имени И. Е. Репина.

## Награды и звания
- Герой Социалистического Труда (1990) — за большие заслуги в развитии советского изобразительного искусства[19]
- Заслуженный деятель искусств РСФСР (1963)
- Народный художник РСФСР (1968)
- Народный художник СССР (1976)
- Ленинская премия (1984) — за живописный триптих «Испания»: «Распятие», «Коррида», «Смерть Гарсиа Лорки» (1979)
- Сталинская премия третьей степени (1951) — за картину «На мирных полях» (1950)
- Государственная премия СССР (1977) — за картину «Прощание» (1975)
- Государственная премия РСФСР в области архитектуры (1979) — как соавтору и руководителю творческой группы, создавшей художественную экспозицию музея «Битва за Ленинград»
- Орден «За заслуги перед Отечеством» III степени (1999) — за заслуги перед государством, большой вклад в укрепление дружбы и сотрудничества между народами, многолетнюю плодотворную деятельность в области культуры и искусства[20]
- Орден «За заслуги перед Отечеством» IV степени (2009) — за большой вклад в развитие отечественного изобразительного искусства и многолетнюю педагогическую деятельность[21]
- Орден Дружбы народов (1994) — за большой вклад в развитие изобразительного искусства, укрепление международных культурных связей и плодотворную педагогическую деятельность[22]
- Два ордена Ленина (1979 — за заслуги в развитии советского изобразительного искусства и в связи с 60-летием со дня рождения, 1990)
- Орден «Знак Почёта» (1962)
- Медаль «За оборону Ленинграда»
- Медаль «За доблестный труд в Великой Отечественной войне 1941—1945 гг.»
- Медаль «В ознаменование 100-летия со дня рождения Владимира Ильича Ленина»
- Медаль «Сорок лет Победы в Великой Отечественной войне 1941—1945 гг.»
- Диплом Совета Министров СССР (1970) — за творческие успехи на IV Республиканской выставке «Советская Россия»
- Грамота Главного управления культуры Ленинградского исполнительного комитета (1975) — за картину «Прощание»
- Почётный знак Общественного совета Санкт-Петербурга «Признательность Санкт-Петербурга»
- Серебряная медаль Министерства культуры СССР (1958) — за картину «Пробуждение» (1957)
- Золотая медаль АХ СССР (1981) — за триптих «Испания»: «Распятие», «Коррида», «Смерть Гарсиа Лорки» (1979)
- Почётный гражданин Энгельса (1989).

## Память
Мемориальная доска
- В 2013 году на фасаде дома по адресу: Каменноостровский проспект, дом 26/28, где художник жил и работал в квартире-мастерской № 44 в 1951—1967 годах, установлена мемориальная доска[23].

Памятник
- В ноябре 2016 года в сквере рядом с домом на ул. Мичуринской, где жил художник, установлен бронзовый памятник в рост, изображающий мастера за работой (скульптор В. Свешников, архитектор Ф. Романовский)[24].
- 21 августа 2018 года в городе Энгельс (Саратовская область) на площади Ленина напротив Энгельсской картинной галереи установлен памятник Мыльникову А. А. Скульптор Щербаков А. А.[25]

Музеи
- Шанхайский музей живописи имени А. А. Мыльникова[17].

- Памятник в Санкт-Петербурге
- Памятная доска в Санкт-Петербурге
- Памятник в городе Энгельс

## Основные произведения
Жанровые полотна
- «Клятва балтийцев» (1946, дипломная картина, ГРМ),
- «На мирных полях» (1950, ГТГ — Сталинская премия),
- «Белая ночь» (1963),
- «Тишина» (1970),
- «Сестры» (1967),
- «К родне» (1972),
- «Лето» (1969, ГРМ),
- «Мать с ребёнком» (1978),
- «Сон» (1984),
- «Ленинград. 1941 год» (1974),
- «Прощание» (1975, ГРМ — Государственная премия СССР),
- Испанский триптих: «Коррида», «Распятие», «Смерть Гарсиа Лорки» (1979, ГТГ — Ленинская премия),
- «Тишина» (1987).

Портреты
- «Верочка» (1964),
- «Портрет скульптора С. Т. Коненкова» (1970),
- «Портрет М. Дудина» (1973).

Пейзажи
- «Венеция» (1964),
- «Новгородский пейзаж» (1969),
- «Весна» (1972),
- «Гроза»[26], «Остров» (обе 1975),
- «Ветреный день» (1975),
- «Голубой день» (1978),
- «Зима» (1979),
- «Гроза», «В парке» (1980),
- «Берега» (1982).

Натюрморты
- «С зелёной кружкой» (1983),
- «С лимонами» (1981),
- «С синей вазой» (1984).

Монументальное искусство
- Мозаики для Театра юного зрителя имени А. А. Брянцева,
- Мозаичные панно станций Ленинградского метрополитена «Владимирская» и «Площадь Ленина».
- Портрет В. И. Ленина на занавесе зала заседаний Кремлёвского дворца съездов.

## Ученики
- Александр Быстров
- Валерий Леднев
- Иван Варичев
- Иван Иванов-Сакачёв
- Наталья Вергун
- Липец Владимир
- Зубов Евгений
- Андрей Блиок
- Шариф Шахмарданов
- Елена Амшинская
- Вера Мыльникова
- Сергей Репин
- Никита Фомин
- Иван Уралов
- Василий Сухов
- Всеволод Акцынов
- Игорь Кравцов
- Сергей Чепик
- Владимир Загоров
- Султан Юшаев
- Алексей Живаев
- Сергей Пичахчи
- Юрий Калюта
- Владимир Могилевцев
- Александр Чувин
- Вадим Каджаев
- Александр Новосёлов
- Константин Грачёв
- Екатерина Грачёва
- Александр Погосян
- Хамид Савкуев
- Садыки Джавид
- Анастасия Николаева
- Анна Дендерина
- Абдулзагир Мусаев
- Владимир Табанин
- Александр Пономарёв
- Анна Петрова
- Сергей Коваль

## Об искусстве
Искусство бывает живое и мертвое. И сколько ни закапывай его в землю, ни разрушай и растаптывай, оно встанет, его раскопают, и, если оно рождено истинной любовью, стремлением к совершенству и прекрасному, добром и болью души, оно встанет из руин и озарит своей красотой сердца людей.